# 데이토나 USA
《데이토나 USA》(Daytona USA)는 세가가 개발한 아케이드용 레이싱 게임이다. MODEL2 기판을 사용하여 최초 발매는 1993년, 개정판은 1994년 출시되었다. 이 게임은 1992년작 버추어 레이싱에 기반하여 만들어졌다. 출시 당시 데이토나 USA는 시장에 선보이고 있던 레이싱 게임들 중 가장 정교한 3차원 컴퓨터 그래픽을 보여주었다.

## 게임 진행
플레이어는 게임 내에서 스톡 카를 몰며, 3개의 코스 중 하나를 선택할 수 있으며, 차종은 수동변속기 또는 자동변속기 둘 중 하나를 고르게 된다. 플레이어의 목적은 경쟁 차량들을 앞지르는 것과, 시간이 다하기 전에 레이스를 마치는 것이다.
데이토나 USA는 멀티플레이어 기능을 제공하며 4개의 트윈 캐비닛 또는 8개의 디럭스 캐비닛으로 최대 8명이 동시에 대전을 할 수 있다. 서로 연결된 디럭스 캐비닛에는, 운전자 좌석(플레이어를 별도의 화면상에서 볼 수 있는 폐쇄회로 텔레비전에 연결되어 있음)을 바라보는 비디오 카메라가 포함될 수 있다. 이 게임이 데이토나 비치의 데이토나 USA 박물관이 문을 열기 몇 년 전에 출시되었음에도 불구하고, ISC(International Speedway Corporation)는 "Daytona USA"라는 이름에 저작권을 부여했다.

## 코스
아케이드용 데이토나 USA에는 세 개의 코스가 있다.

### 초급: 777 스피드웨이(Three Seven Speedway)
- 코스 유형: 스피드웨이
- 주행횟수: 8 / 20 / 80 (스탠다드 / 그랑프리 / 인듀런스 모드)
- 출전 차량수: 40대
- BGM: 'The King Of Speed' (로드중 VR4 버튼(아케이드)/X버튼(새턴)을 누르면 'Pounding Pavement' 재생)
- 난이도: 초급(Beginner)

초급 코스(Three Seven Speedway)는 전형적인 3축 타원형 스피드웨이 트랙의 모습을 하고 있으며, 외관은 데이토나 인터내셔널 스피드웨이와 포코노 레이스웨이에서 차용했다. 플레이어는 40대의 차량 중 가장 마지막 위치에서 롤링 스타트 상태로 시작한다. 출발 장소의 좌측에는 피트 스탑이 있으며 우측에는 관중석이 있다(관중들의 환호성이 들린다). 계속 진행하면 숲 속에 일자로 뻗은 길이 나오며, 트랙 위 돌로 된 구름다리에 설치된 세 개의 거대한 슬롯 머신이 보인다. 만약 플레이어가 경기 중 슬롯 머신 근처에서 스타트 버튼을 누르면(새턴판은 위치에 관계없이 X버튼) 첫 번째 릴이 멈추고, 또 누르면 두 번째 릴이 멈추고, 한 번 더 누르면 세 번째 릴이 멈춘다. 만약 세 개의 릴이 일치하게 되면 플레이어는 추가 시간을 보상으로 받는다(스리 세븐은 7초 추가, 스리 바는 5초 추가, 기타 다른 것들은 3초가 추가된다). 한 바퀴를 완주하기 전 코스의 굴곡이 가장 심한 부분이 나오는데, 여기 있는 거대한 암벽에는 소닉 더 헤지호그의 모습이 새겨져 있다. 이 부분은 '소닉 커브'로 불리는, 초급 코스 중 가장 어려운 부분으로, 여기를 지나가면 피트 스탑과 관중석으로 분기하는 처음 장소가 다시 나타난다. 1등을 하기 위해 유념할 차량으로는 20번(MISS Tea), 46번(Bird Line), 53번(OK Bike Works), 55번(Evangeline Motor Oil), 62번(Gladner Insurance)이 있다. 1993년 버전에서는 20번 차량은 도저히 따라잡기 어렵게 빠른 존재였으나, 1994년 판에서는 20번의 능력치가 낮아졌다. 데이토나 USA 2001 설명서에는 초급 코스의 무대가 '라스 세가스'(Las Segas)로 나와 있다.

### 중급 - 다이노소어 캐니언(Dinosaur Canyon)
- 코스 유형: 로드 코스(Road course)
- 주행횟수: 4 / 10 / 40 (스탠다드 / 그랑프리 / 인듀런스 모드)
- 출전 차량수: 20
- BGM: 'Let's Go Away'
- 난이도: 중급(Advanced)

중급 코스(Dinosaur Canyon)는 중간 정도 길이의 코스이다. 스탠딩 스타트 상태에서 시작하며, 계곡의 험하고 고저차가 큰 지형이 등장한다. 잠시 후 산을 통과하는 터널 속으로 들어가며, 터널을 통과하면 언덕 위 풍차 터빈이 늘어서 있는 모습이 보인다. 끝에서 두 번째 큰 커브 가장자리에는 "SEGA-AM2"라는 로고가 풀에 새겨져 있다. 마지막 커브는 가장 난이도가 있는 곳으로, 커브 건너편 암벽에 거대한 공룡 화석이 있는 것이 보인다(이 코스의 이름은 여기서 따왔다). 이 코스의 라이벌 차량들은 초급에 비해 난이도가 상대적으로 낮은데, 주의할 차량은 12번과 13번, 초급에서도 나왔던 20번(MISS Insurance)이다. 적절한 스티어링과 속도 조절을 할 줄 알면 이들 라이벌들을 따돌리는 데 큰 문제는 없다. 또, 피트 방향에서 역주행을 하면 터널이 나오는데, 이 터널에는 '축하합니다. 당신은 방금 스폰서를 잃었습니다'라는 메시지가 있다.

### 상급 - 시 사이드 스트리트 갤럭시(Seaside Street Galaxy)
- 코스 유형: 스트리트 서킷(Street circuit)
- 주행횟수: 2 / 5 / 20 (스탠다드 / 그랑프리 / 인듀런스 모드)
- 출전 차량수: 30
- BGM: 'Sky High'
- 난이도: 상급(Expert)

상급 코스는 거대한 현수교 앞에서 시작된다. 다리를 건넌 뒤 굴곡이 큰 여러 개의 터널을 지나고, 주거 지역이 있는 언덕이 펼쳐진다. 그 뒤 코스는 갈매기가 날고 말이 서 있는 절벽 지대를 따라 완만한 곡선을 그린다(바다가 코스 건너편으로 펼쳐져 있다). 이후 플레이어가 처음으로 출발했던 다리 밑을 통과하고, 발사 준비를 하고 있는 스페이스 셔틀 옆을 지나친다. 이후 게임에서 가장 날카로운 헤어핀을 그리는 코스를 지나치는데, 코스 옆에는 갈레온선 한 척이 부두에 정박해 있는 모습이 보인다. 이 코스를 지나가면, 처음 출발했던 다리로 돌아가는 진입 차선이 나오며 피니시 라인을 통과하게 된다.
코스 초반 터널을 지난 뒤 주거 지역이 나타나기 전 버추어 파이터의 제프리 상을 좌측에서 볼 수 있다. 만약 플레이어가 상 옆에 멈추어 선 뒤 X버튼(새턴) 또는 스타트(아케이드)를 누르면 제프리 상이 움직인 뒤 거꾸로 뒤집힌다.(데이토나 USA 2001에는 이 요소가 삭제되었다) 상급 코스에는 게임 내에서 가장 까다로운 상대 차량들이 등장하는데, 대표적으로 55번(Evangeline Motor Oil, 게임에서 가장 어려운 상대), 51번, 62번, 16번이 있다.

## 가정용 콘솔 이식작들

### 데이토나 USA (세가 새턴/마이크로소프트 윈도우)
데이토나 USA는 1995년 세가 새턴으로 이식되었으며 이듬해에는 윈도 버전으로도 이식되었다. 이식작에서 프레임률은 원작의 60프레임의 3분의 1 수준인 초당 20프레임까지 깎였으며 연산 속도의 문제를 해결하기 위해 플레이어 근처에 있는 배경만 구사하는 클리핑 기법을 사용했다. 이로 인해 당시 경쟁 기종이었던 소니 컴퓨터 엔터테인먼트의 플레이스테이션 릿지 레이서의 이식 수준에 비교해 떨어진다는 평을 평론가와 유저들로부터 받았다. 그러나 게이머 커뮤니티에서는 데이토나 USA를 릿지 레이서보다(기술적으로 아케이드판을 더 잘 이식했음에도 불구하고) 더 플레이하고 싶은 게임으로 꼽았다. 질적 저하는 당시 세가가 발매일에 맞추기 위해 급하게 제작했다는 것도 이유 중 하나로, 이후 발매된 서킷 에디션의 품질이 크게 향상되었음을 고려하면, 제대로 개발 시간이 주어졌다면 아케이드판에 보다 가깝게 이식되었을 것으로 보인다.
데이토나 USA는 아케이드 레이서 스티어링 휠로도 즐길 수 있다. 3D 아날로그 컨트롤 패드로도 플레이가 가능하며(아날로그 모드로 바꾸었을 때), 새턴에서는 이를 스티어링 휠로 인식한다.

### 데이토나 USA (Xbox Live,PSN)
2013년 7월 13일 HD버전으로 리마스터하여 엑스박스 360과 PS3로 출시되었다. 오리지널작과 달리 1080p과 16:9를 지원하고, 레이싱 휠 전용 컨트롤러까지 지원한다. 또한 온라인 대응, 가라오케 모드, 서바이벌 모드, 챌린지 모드 등이 추가로 수록되었다.

## 같이 보기
- 데이토나 USA 2 : 데이토나 USA의 후속작이다. MODEL3 기판 사용.